# Cephalcia
Cephalcia is een geslacht van vliesvleugelige insecten uit de familie van de spinselbladwespen (Pamphiliidae).

## Soorten
- C. abietis (Linnaeus, 1758)
- C. alashanica Gussakovskij, 1935
- C. alpina (Klug, 1808)
- C. annulicornis (Hartig, 1837)
- C. arvensis Panzer, 1805
- C. erythrogaster (Hartig, 1837)
- C. fulva Battisti & Zanocco, 1994
- C. hartigii (Bremi-Wolf, 1849)
- C. intermedia Hellen, 1948
- C. lariciphila (Wachtl, 1898) - lariksspinselbladwesp
- C. masuttii Battisti & Boato, 1998
- C. pallidula (Gussakovskij, 1935)